# Gilligan's Island
Gilligan's Island (br.:A Ilha dos Birutas) é uma série de televisão estadunidense do gênero Comédia, produzida pela United Artists Television. Foi exibida em três temporadas no canal CBS, de 26 de setembro de 1964 até 4 de setembro de 1967. O programa contava as aventuras de sete náufragos em uma ilha tropical desconhecida e aparentemente inabitada, as dificuldades para sobreviverem e suas tentativas de voltarem à civilização.
A série conta com um total de 98 episódios. A primeira temporada (com 36 episódios) foi produzida em preto-e-branco. As outras duas (62 episódios) além de três filmes de TV, foram em cores.
O programa se tornou bastante popular, mas acabou cancelado para dar o horário ao faroeste "Gunsmoke". Hoje é reconhecido em seu país como um ícone da cultura popular americana.
A série foi exibida com dublagem no Brasil no final dos anos 60 na TV Excelsior, dublada pelo estúdio Rio-Som, e foi exibida também com legendas de 2004 a 2008 no canal TCM.

## A série
Dois tripulantes e cinco passageiros do barco S. S. Minnow ficam perdidos depois de uma tempestade tropical e vão parar numa ilha em algum lugar do Oceano Pacífico.
A canção-tema da série, "The Ballad of Gilligan’s Isle", foi escrita por Sherwood Schwartz e George Wyle, havendo duas versões utilizadas.

### Elenco
- Bob Denver interpretou Gilligan, o desastrado, bem-intencionado e prestativo tripulante do S. S. Minnow. Denver não foi a primeira escolha para interpretar o personagem; o ator Jerry Van Dyke recebeu a proposta antes, mas recusou por não acreditar no sucesso do programa. Ele preferiu trabalhar em My Mother the Car, que foi cancelada após a primeira temporada. Bob Denver foi notado por ter interpretado o beatnik Maynard G. Krebs em The Many Loves of Dobie Gillis, e ficou com o papel. Ninguém diz o primeiro nome de Gilligan (ou se esse de fato era o último nome ou o primeiro). No episódio piloto que não foi exibido, alguns acreditam que Lovey Howell tenha chamado Gilligan de "Stewart".

- Alan Hale, Jr. interpretou Jonas Grumby, o "Skipper", o tripulante e superior hierárquico (capitão) de Gilligan. Hale era oriundo de filmes "B" de faroeste. Como Skipper, ele passava a imagem de uma figura paternal para Gilligan, embora na vida real fosse apenas 14 anos mais velho do que Denver.

- Jim Backus interpretou Thurston Howell, III, o multimilionário. Backus ficou conhecido em seu país ao dublar a voz de Mr. Magoo em famosa série animada. Ele reaproveitou algumas características do personagem no papel de Howell. A inspiração para a criação do ricaço data dos anos de 1940, em um programa de rádio no qual Backus interpretou "Hubert Updike III" (The Alan Young Show).

- Natalie Schafer interpretou Eunice "Lovey" Wentworth Howell, a esposa de Thurston. Schafer tinha 62 anos quando o programa-piloto foi produzido, mas ninguém do elenco sabia da sua verdadeira idade e ela não a dizia. Conta-se que Natalie aceitou o papel porque o piloto previa locações no Havai e ela queria umas férias grátis.[2]

- Tina Louise interpretou Ginger Grant, a estrela de cinema. Louise concordou em parecer uma mistura de Marilyn Monroe e Lucille Ball. Seu cabelo lembrava os penteados de Myrna Loy. Louise teve atritos com os produtores por causa de seu personagem, e foi a única do elenco que não concordou com uma possível quarta temporada, que acabou não sendo produzida. Não obstante, ela apareceu numa reunião do elenco em um talk show de 1988. No programa-piloto, o personagem de Ginger era uma secretária loira e era interpretada por Kit Smythe.

- Russell Johnson interpetrou Roy Hinkley, o professor. John Gabriel era o ator primeiramente indicado para o papel, mas os executivos o acharam muito jovem, mesmo em sendo um professor de escola secundária e não de universidade. No primeiro episódio o locutor de rádio o descreve como um cientista pesquisador e conhecido mestre-escoteiro. Johnson disse que tinha dificuldade em se lembrar das falas científicas do professor.

- Dawn Wells interpetou Mary Ann Summers. Wells foi Miss Nevada antes de ser escolhida para o papel (Ela competira com Raquel Welch). O episódio piloto tinha um personagem diferente ("Bunny"), com a atriz Nancy McCarthy.

- Charles Maxwell não foi creditado como a voz do locutor de rádio, que anunciou boletins de interesse dos náufragos em muitos episódios.

### Tramas
Os náufragos frequentemente queriam deixar a ilha por eles mesmos, mas sempre fracassavam devido a algum desastre provocado por Gilligan. Em alguns episódios, como em "The Big Gold Strike", quando é descoberta uma mina de ouro na ilha, Gilligan não foi o responsável pelos fracassos: os náufragos haviam concordado em deixar o ouro, mas não cumpriram a palavra e isso causa o desastre da tentativa. Gilligan fora o único que não estava com ouro.
No episódio "The Friendly Physician", os náufragos são raptados por um cientista maluco e essa foi a única vez em que conseguem pisar em em lugar diferente que não a ilha.
Dentre outros temas estão o uso em cena de grande variedades de objetos e arranjos que os náufragos conseguem construir a partir de materiais rústicos tais como o bambu. Existem móveis e utensílios como mesas de jantar com cadeiras, a chaleira de água quente de Gilligan, um estetoscópio e até um carro movido a pedaladas.
Outro tema dos episódios são os visitantes que aparecem na ilha. Geralmente incapazes de ajudá-los a sair da situação. Há também a aparição de vários animais, alguns nativos, outros de fora, tais como gorilas e chimpanzés. Alguns animais que aparecem são fictícios como o Mantis khani (no episódio "Gilligan Gets Bugged"). O Côco é a alimentação constante dos náufragos. 
Vale citar também as sequências de sonhos, que acompanham os relatos de alguns personagens. Quando Gilligan foi mordido por um morcego, ele sonha que é Drácula. Os personagens apareceram também como participantes de O Mágico de Oz. No sonho de João e o pé de feijão, no episódio "V for Vitamins", a versão menor de Gilligan, correndo do gigante (Skipper), é na verdade o filho do ator Bob Denver, Patrick.

### A ilha
Nenhum dos personagens chama a ilha de Ilha de Gilligan. Em "The Little Dictator", o Presidente Rodriguez, um ditador do país sul-americano fictício de Ecuarico, pergunta o nome da ilha. O Sr. Howell diz que ela se chama "Howell Hills". Rodriguez então decreta que a ilha passe a ser chamada de "Ecuarico do Oeste".
A topografia da ilha varia muito, aparecendo muitas cavernas, um vulcão (no episódio "Operation: Steam Heat") e a já citada mina de ouro.
No episódio "The Pigeon", foi dito que a ilha dista cerca de 300 km ao sudeste do Havaí, enquanto que no episódio "X Marks the Spot" foi dada a localização de 140° de longitude e 10° de latitude, que a coloca a 1.200 km mais a sudeste.

## Produções derivadas (spin-offs)
- Dusty's Trail, (1973-1974) série de Sherwood Schwartz com Bob Denver (como "Dusty") e Forrest Tucker como "Sr. Callahan".

- The New Adventures of Gilligan, da Filmation, desenho animado exibido na ABC, de 7 de setembro de 1974 até 4 de setembro de 1977, com 24 episódios. As vozes são do elenco original, exceto Ginger e Mary Ann. Apareceu um novo personagem, o macaco Stubby, com voz de Lou Scheimer . A dublagem Brasileira foi produzida pelos estúdios Telecine-RJ.

- Rescue From Gilligan's Island, filme da TV de 1978. Os náufragos conseguem deixar a ilha, mas enfrentam dificuldades em se readaptarem à sociedade. Com o mesmo elenco exceto Tina Louise, que foi substituída como Ginger por Judith Baldwin.

- The Castaways on Gilligan's Island, sequência do filme feita em 1979, quando os náufragos são resgatados uma vez mais. Howells transforma a ilha em um resort, com os outros cinco companheiros como "sócios ocultos". Ginger é novamente interpretada por Judith Baldwin. A produção foi pensada como um piloto para uma nova série, com uma história parecida com The Love Boat, mas que não vingou. A ideia foi usada num programa ao vivo de 1981, chamado de Aloha Paradise.

- The Harlem Globetrotters on Gilligan's Island foi uma segunda sequência, produzida em 1981. Os vilões Martin Landau e a esposa Barbara Bain (que atuaram juntos em Mission: Impossible e Space: 1999), tentam tomar a ilha para explorar o Supremium, um mineral valioso e volátil. Desta feita Ginger é interpretada por Constance Forslund. No elenco figuram os Harlem Globetrotters. Jim Backus, que estava com problemas de saúde, aparece apenas no final. David Ruprecht interpreta Thurston Howell IV.

- Gilligan's Planet foi um desenho animado de ficção científica produzida pela Filmation e com as vozes do elenco original exceto Tina Louise, com Dawn Wells dublando Mary Ann e Ginger. Os náufragos vão parar em um planeta distante. Com 12 episódios exibidos pela CBS (o canal do programa original), de 18 de setembro de 1982 a 3 de setembro de 1983.

- O elenco original se reuniu juntamente com Sherwood Schwartz no programa de televisão de 1988 The Late Show, com Ross Shafer.

- Gilligan's Island: The Musical produção dos anos de 1990, com roteiro de Lloyd Sherwood, filho de Sherwood Schwartz, e canções da filha de Schwartz e seu genro, Hope e Laurence Juber. Após muitas remontagens, houve várias encenações em numerosos teatros dos Estados Unidos.

- Gilligan's Island: Underneath the Grass Skirt (1999).

- Gilligan's Island: The E! True Hollywood Story (2000), a história dos bastidores do programa, com entrevistas com alguns dos protagonistas e parentes dos atores falecidos.

- Surviving Gilligan's Island: The Incredibly True Story of the Longest Three Hour Tour in History (2001) foi um documentário no qual Bob Denver, Dawn Wells e Russell Johnson relatam suas lembranças do programa.

- Em 30 de novembro de 2004, o canal TBS lançou um reality show denominado The Real Gilligan's Island, no qual apareciam dois grupos de pessoas competindo em uma ilha, similar ao programa Survivor. Houve uma segunda temporada em 8 de junho de 2005, com episódios de duas horas exibidos em quatro semanas. Chegou a ser anunciada uma terceira temporada, mas a mesma não foi produzida.